# Partysongs
Partysongs är det svenska skatepunkbandet Stoneds debut EP, utgiven 1994.

## Låtlista
1. "Mellow Man" - 2:44
2. "Coolade" - 2:06
3. "Gonzo" - 2:04
4. "Rome and Juliet" - 2:28
5. "Disfigurative" - 2:00
6. "Everything" - 1:41
7. "Partysong" - 3:00

### Fotnoter
1. ↑  ”Stoned”. Skatepunkers Wikia. http://skatepunkers.wikia.com/wiki/Partysongs_EP. Läst 4 april 2012.